# Blow Away
«Blow Away» — песня Джорджа Харрисона с альбома George Harrison, вышедшего в 1979 году. Является одной из самых простых и одной из самых популярных песен Харрисона позднего периода. Харрисон написал «Blow Away» в дождливый день — именно поэтому в первых строках песни говорится об облаках. Песня вошла в саундтрек к фильму «Монашки в бегах» — комедии с участием Эрика Айдла. К песне был снят простой музыкальный клип, показанный на MTV и VH1.
В виде сингла песня вышла 14 февраля 1979 года, поднявшись до 51-й позиции в британских чартах. В США и Канаде сингл имел бо́льший успех, соответственно достигнув 16-й и 3-й позиции. В американском чарте Hot Adult Contemporary Tracks песня поднялась до 2-й строчки.